# 卡塔訥河
52°59′15″N 11°45′50″E / 52.987575°N 11.763931°E
卡塔訥河（德語：Karthane），是德國的河流，位於該國東北部，由勃蘭登堡州負責管轄，屬於施泰珀尼茨河的支流，河道全長48公里，流域面積437平方公里，河口處在維滕貝格。